# Jong In-sun
Jong In-sun (kor. 정인순; ur. 27 czerwca 1995) – północnokoreańska zapaśniczka. Ósma na mistrzostwach świata w 2018 roku. 
Wicemistrzyni igrzysk azjatyckich w 2022 i piąta w 2014. Złota medalistka mistrzostw Azji w 2014 roku.